# Kabinet-Balkenende II
Het kabinet-Balkenende II was het Nederlandse kabinet van 27 mei 2003 tot 7 juli 2006. Het werd gevormd door de politieke partijen Christen-Democratisch Appèl (CDA), Volkspartij voor Vrijheid en Democratie (VVD) en de Democraten 66 (D66) na de Tweede Kamerverkiezingen van 2003. Het kabinet-Balkenende II was een meerderheidskabinet dat zowel in de Eerste Kamer en Tweede Kamer kon rekenen op een geringe meerderheid. Het kabinet-Balkenende II was met een regeringsperiode van 1130 dagen het langstzittende kabinet onder leiding van Jan Peter Balkenende.

## Verloop
Het kabinet voerde een omvangrijk pakket aan bezuinigingen door op onder andere de sociale zekerheid. Minister van Sociale Zaken en Werkgelegenheid Aart Jan de Geus hield zich bezig met het herzien van de Wet op de arbeidsongeschiktheidsverzekering (WAO), de invoering Wet Werk en Inkomen naar arbeidsvermogen, de Wet Werk en Bijstand en korting op de huurtoeslag van €18 per maand. Verder lukte het om het stelsel van ziektekostenverzekeringen te wijzigen, in 2006 werd door minister van Volksgezondheid, Welzijn en Sport Hans Hoogervorst een nieuw zorgstelsel ingevoerd. Daarnaast maakte de economie een periode van recessie door, die leidde tot oplopende werkloosheid. Het kabinet stuurde daarom aan op loonmatiging en vice-premier en minister van Financiën Gerrit Zalm moest verdere bezuinigingen.
Het kabinet besloot in maart 2003 om alleen politieke, maar geen militaire steun te geven aan de invasie van Irak, maar stuurde wel een legereenheid om in het bezette Irak een deel van de provincie Basra te bewaken. Ook werd in NAVO-verband een legereenheid naar de provincie Uruzgan in Afghanistan gezonden. In eigen land werd een streng vreemdelingenbeleid gevoerd door minister voor Vreemdelingenzaken en Integratie Rita Verdonk, met de nadruk op inburgering van immigranten. Aan gezinshereniging werden voorwaarden verbonden, zoals een inkomens- en een taaltoets.

### Paasakkoord
Op 23 maart 2005 stemde de Eerste Kamer tegen een voorstel om een grondwetswijziging door te voeren die de rechtstreeks gekozen burgemeester mogelijk moest maken. Vicepremier en minister voor Bestuurlijke vernieuwing en Koninkrijksrelaties Thom de Graaf (D66) trad in reactie daarop af. De coalitiepartijen moesten vervolgens opnieuw onderhandelen over een regeerakkoord. In het paasweekeinde bereikten de partijen een akkoord, het zogenoemde Paasakkoord. Op 31 maart 2005 werd de burgemeester van Wageningen Alexander Pechtold (D66) benoemd als minister voor Bestuurlijke vernieuwing en Koninkrijksrelaties. De functie van vicepremier werd vervolgens overgenomen door minister van Economische Zaken Laurens Jan Brinkhorst (D66).

### Steun in de Tweede Kamer
In juli 2004 publiceerden VVD–Tweede Kamerleden Geert Wilders en Gert-Jan Oplaat een op persoonlijke titel opgesteld manifest met tien stellingen "bedoeld voor de interne discussie binnen de VVD". Ze stelden onder meer dat radicale moslims Nederland moeten worden uitgezet. Ze namen met hun stellingen ook afstand van partijgenoten staatssecretarissen Mark Rutte en Melanie Schultz van Haegen, die eerder een pleidooi hadden gehouden om van de VVD juist een sociaal-liberale partij te maken.
In augustus 2004 kwam Wilders meerdere keren in conflict met VVD–Tweede Kamer fractievoorzitter Jozias van Aartsen, die dreigde hem vervolgens uit de VVD–Tweede Kamerfractie te zetten als hij zich niet meer aan de fractiediscipline zou houden. Op 2 september 2004 was de positie van Wilders als VVD–Tweede Kamerlid onhoudbaar geworden en was de breuk tussen hem en de rest van de VVD–Tweede Kamerfractie een feit. Wilders besloot verder te gaan als eenmansfractie Groep Wilders.

### Personele wijzigingen
Op 3 december 2003 trad minister van Buitenlandse Zaken Jaap de Hoop Scheffer (CDA) af, omdat hij was benoemd tot secretaris-generaal van de NAVO. Hij werd diezelfde dag opgevolgd door voormalig secretaris-generaal van het ministerie van Buitenlandse Zaken en oud-ambassadeur voor de Europese Unie Ben Bot (CDA).
Op 9 juni 2004 stapte staatssecretaris van Onderwijs, Cultuur en Wetenschap Annette Nijs (VVD) op, omdat haar positie onhoudbaar was geworden, nadat er in de Tweede Kamer een niet aangenomen motie van treurnis tegen haar was ingediend. Op 17 juni 2004 werd staatssecretaris van Sociale Zaken en Werkgelegenheid Mark Rutte (VVD) benoemd als staatssecretaris van Onderwijs, Cultuur en Wetenschap. Hij werd diezelfde dag opgevolgd als staatssecretaris van Sociale Zaken en Werkgelegenheid door voormalig staatssecretaris van Defensie Henk van Hoof (VVD).
Op 27 juni 2006 trad staatssecretaris van Onderwijs, Cultuur en Wetenschap Mark Rutte (VVD) af, nadat hij op 31 mei 2006 was gekozen tot partijleider van de VVD en van mening was dat hij in die positie beter geen deel meer kon uitmaken van het kabinet. Op 29 juni 2006 werd voormalig wethouder van Den Haag Bruno Bruins (VVD) benoemd als zijn opvolger. Doordat het kabinet diezelfde dag viel, werd hij pas officieel beëdigd bij het aantreden van het nieuwe kabinet-Balkenende III op 7 juli 2006.

## Ambtsbekleders
| Ambtsbekleders                       | Ambtsbekleders                    | Ambtsbekleders                                | Ministers / Ministerie                       | Ministers / Ministerie | Termijn                             | Partij |
| ------------------------------------ | --------------------------------- | --------------------------------------------- | -------------------------------------------- | --- | ----------------------------------- | ------ |
|                                      | J.P. (Jan Peter) Balkenende       | mr.dr. J.P. (Jan Peter) Balkenende (1956)     | Minister-president / Minister                | Algemene Zaken | 22 juli 2002 – 14 oktober 2010      | CDA    |
|                                      | G. (Gerrit) Zalm                  | drs. G. (Gerrit) Zalm (1952)                  | Vicepremier / Minister                       | Financiën | 27 mei 2003 – 22 februari 2007      | VVD    |
| Minister                             | G. (Gerrit) Zalm                  | drs. G. (Gerrit) Zalm (1952)                  | Economische Zaken                            | 3 juli 2006 – 7 juli 2006 |                                     | VVD    |
|                                      | Th.C. (Thom) de Graaf             | mr. Th.C. (Thom) de Graaf (1957)              | Minister                                     | Bestuurlijke Vernieuwing en Koninkrijksrelaties (Binnenlandse Zaken en Koninkrijksrelaties)                                                                    | 27 mei 2003 – 23 maart 2005         | D66    |
| Vicepremier                          | Th.C. (Thom) de Graaf             | mr. Th.C. (Thom) de Graaf (1957)              |                                              | Bestuurlijke Vernieuwing en Koninkrijksrelaties (Binnenlandse Zaken en Koninkrijksrelaties)                                                                    | 27 mei 2003 – 23 maart 2005         | D66    |
|                                      | L.J. (Laurens Jan) Brinkhorst     | mr. L.J. (Laurens Jan) Brinkhorst (1937)      | Economische Zaken                            | 31 maart 2005 – 3 juli 2006 |                                     | D66    |
| Minister                             | L.J. (Laurens Jan) Brinkhorst     | mr. L.J. (Laurens Jan) Brinkhorst (1937)      | Economische Zaken                            | 27 mei 2003 – 3 juli 2006 |                                     | D66    |
|                                      | J.W. (Johan) Remkes               | J.W. (Johan) Remkes (1951)                    | Minister                                     | Binnenlandse Zaken en Koninkrijksrelaties | 22 juli 2002 – 22 februari 2007     | VVD    |
|                                      | J.G. (Jaap) de Hoop Scheffer      | mr. J.G. (Jaap) de Hoop Scheffer (1948)       | Minister                                     | Buitenlandse Zaken | 22 juli 2002 – 3 december 2003      | CDA    |
|                                      | B.R. (Ben) Bot                    | mr.dr. B.R. (Ben) Bot (1937)                  | Minister                                     | Buitenlandse Zaken | 3 december 2003 – 22 februari 2007  | CDA    |
|                                      | J.P.H. (Piet Hein) Donner         | mr. J.P.H. (Piet Hein) Donner (1948)          | Minister                                     | Justitie | 22 juli 2002 – 21 september 2006    | CDA    |
|                                      | H.G.J. (Henk) Kamp                | H.G.J. (Henk) Kamp (1952)                     | Minister                                     | Defensie | 12 december 2002 – 22 februari 2007 | VVD    |
|                                      | J.F. (Hans) Hoogervorst           | drs. J.F. (Hans) Hoogervorst (1956)           | Minister                                     | Volksgezondheid, Welzijn en Sport | 27 mei 2003 – 22 februari 2007      | VVD    |
|                                      | A.J. (Aart Jan) de Geus           | mr. A.J. (Aart Jan) de Geus (1955)            | Minister                                     | Sociale Zaken en Werkgelegenheid | 22 juli 2002 – 22 februari 2007     | CDA    |
|                                      | M.J.A. (Maria) van der Hoeven     | M.J.A. (Maria) van der Hoeven (1949)          | Minister                                     | Onderwijs, Cultuur en Wetenschap | 22 juli 2002 – 22 februari 2007     | CDA    |
|                                      | K.M.H. (Karla) Peijs              | drs. K.M.H. (Karla) Peijs (1944)              | Minister                                     | Verkeer en Waterstaat | 27 mei 2003 – 22 februari 2007      | CDA    |
|                                      | C.P. (Cees) Veerman               | dr. C.P. (Cees) Veerman (1949)                | Minister                                     | Landbouw, Natuurbeheer en Visserij | 22 juli 2002 – 1 juli 2003          | CDA    |
| Landbouw, Natuur en Voedselkwaliteit | C.P. (Cees) Veerman               | dr. C.P. (Cees) Veerman (1949)                | Minister                                     | 1 juli 2003 – 22 februari 2007 |                                     | CDA    |
|                                      | S.M. (Sybilla) Dekker             | S.M. (Sybilla) Dekker (1942)                  | Minister                                     | Volkshuisvesting, Ruimtelijke Ordening en Milieubeheer | 27 mei 2003 – 21 september 2006     | VVD    |
| Ambtsbekleders                       | Ambtsbekleders                    | Ambtsbekleders                                | Minister / Portefeuille / Ministerie         | Minister / Portefeuille / Ministerie | Termijn                             | Partij |
|                                      | A. (Alexander) Pechtold           | drs. A. (Alexander) Pechtold (1965)           | Minister                                     | Bestuurlijke Vernieuwing en Koninkrijksrelaties (Binnenlandse Zaken en Koninkrijksrelaties)                                                                    | 31 maart 2005 – 3 juli 2006         | D66    |
|                                      | Agnes van Ardenne                 | A.M.A. (Agnes) van Ardenne (1950)             | Minister                                     | • Ontwikkelingssamenwerking (Buitenlandse Zaken) | 27 mei 2003 – 22 februari 2007      | CDA    |
|                                      | M.C.F. (Rita) Verdonk             | drs. M.C.F. (Rita) Verdonk (1955)             | Minister                                     | • Integratie • Immigratie • Asielzaken • Vreemdelingenzaken (Justitie)                                                                                         | 27 mei 2003 – 13 december 2006      | VVD    |
| Ambtsbekleders                       | Ambtsbekleders                    | Ambtsbekleders                                | Staatssecretaris / Portefeuille / Ministerie | Staatssecretaris / Portefeuille / Ministerie | Termijn                             | Partij |
|                                      | A. (Atzo) Nicolaï                 | mr.drs. A. (Atzo) Nicolaï (1960–2020)         | Staatssecretaris                             | • Europese Zaken (Buitenlandse Zaken) | 22 juli 2002 – 7 juli 2006          | VVD    |
|                                      | J.G. (Joop) Wijn                  | mr.drs. J.G. (Joop) Wijn (1969)               | Staatssecretaris                             | • Fiscale Zaken • Belastingdienst • Agglomeratie Zaken • Staatsloterij • Muntwezen (Financiën)                                                                 | 27 mei 2003 – 7 juli 2006           | CDA    |
|                                      |                                   | ir. C.E.G. (Karien) van Gennip (1968)         | Staatssecretaris                             | • Internationale Handel • Exportbevordering • Midden- en Kleinbedrijf • Consumentenbeleid • Telecommunicatie • Toerisme • PTT (Economische Zaken)              | 27 mei 2003 – 22 februari 2007      | CDA    |
|                                      | C. (Cees) van der Knaap           | C. (Cees) van der Knaap (1951)                | Staatssecretaris                             | • Materieelvoorzieningen • Personeelsbeleid (Defensie) | 22 juli 2002 – 18 december 2007     | CDA    |
|                                      |                                   | drs. C.I.J.M. (Clémence) Ross-van Dorp (1957) | Staatssecretaris                             | • Jeugdbeleid • Ouderenbeleid • Gehandicaptenbeleid • Verpleging- en Verzorging • Medische Ethiek • Biotechnologie • Sport (Volksgezondheid, Welzijn en Sport) | 22 juli 2002 – 22 februari 2007     | CDA    |
|                                      | M. (Mark) Rutte                   | drs. M. (Mark) Rutte (1967)                   | Staatssecretaris                             | • Sociale Zekerheid • Arbeidsomstandigheden • Armoedebeleid • Bijstandszaken • Pensioenen (Sociale Zaken en Werkgelegenheid)                                   | 22 juli 2002 – 17 juni 2004         | VVD    |
|                                      | H.A.L. (Henk) van Hoof            | H.A.L. (Henk) van Hoof (1947)                 | Staatssecretaris                             | • Sociale Zekerheid • Arbeidsomstandigheden • Armoedebeleid • Bijstandszaken • Pensioenen (Sociale Zaken en Werkgelegenheid)                                   | 17 juni 2004 – 22 februari 2007     | VVD    |
|                                      | A.D.S.M. (Annette) Nijs           | drs. A.D.S.M. (Annette) Nijs (1961)           | Staatssecretaris                             | • Speciaal Onderwijs • Beroepsgericht Onderwijs • Volwassenenonderwijs • Hoger Onderwijs • Wetenschapsbeleid (Onderwijs, Cultuur en Wetenschap)                | 22 juli 2002 – 9 juni 2004          | VVD    |
|                                      | M. (Mark) Rutte                   | drs. M. (Mark) Rutte (1967)                   | Staatssecretaris                             | • Speciaal Onderwijs • Beroepsgericht Onderwijs • Volwassenenonderwijs • Hoger Onderwijs • Wetenschapsbeleid (Onderwijs, Cultuur en Wetenschap)                | 17 juni 2004 – 27 juni 2006         | VVD    |
|                                      | B.J. (Bruno) Bruins               | mr.drs. B.J. (Bruno) Bruins (1963)            | Staatssecretaris                             | • Speciaal Onderwijs • Beroepsgericht Onderwijs • Volwassenenonderwijs • Hoger Onderwijs • Wetenschapsbeleid (Onderwijs, Cultuur en Wetenschap)                | 29 juni 2006 – 22 februari 2007     | VVD    |
|                                      | M.C. (Medy) van der Laan          | mr. M.C. (Medy) van der Laan (1968)           | Staatssecretaris                             | • Cultuurbeleid • Kunstbeleid • Mediabeleid (Onderwijs, Cultuur en Wetenschap)                                                                                 | 27 mei 2003 – 3 juli 2006           | D66    |
|                                      | M.H. (Melanie) Schultz van Haegen | drs. M.H. (Melanie) Schultz van Haegen (1970) | Staatssecretaris                             | • Wegverkeer • Luchtvaart • Spoorwegen • Waterbeleid • KNMI (Verkeer en Waterstaat)                                                                            | 22 juli 2002 – 22 februari 2007     | VVD    |
|                                      | P.L.B.A. (Pieter) van Geel        | drs. P.L.B.A. (Pieter) van Geel (1951)        | Staatssecretaris                             | • Milieuzaken • Natuurbeheer (Volkshuisvesting, Ruimtelijke Ordening en Milieubeheer)                                                                          | 22 juli 2002 – 22 februari 2007     | CDA    |
| Bron: Balkenende II Rijksoverheid.nl |                                   |                                               |                                              | |                                     |        |

## Kabinetsformatie
- Tweede Kamerverkiezingen 2003: 22 januari 2003
- Beëdiging kabinet: 27 mei 2003
- Duur formatie: 125 dagen
- Informateur
  - Piet Hein Donner (CDA), (24 januari 2003 – 3 februari 2003) 11 dagen
- Informateurs
  - Piet Hein Donner (CDA), (5 februari 2003 – 12 april 2003) 66 dagen
  - Frans Leijnse (PvdA), (5 februari 2003 – 12 april 2003) 66 dagen
- Informateurs
  - Rein Jan Hoekstra (CDA), (15 april 2003 – 19 mei 2003) 35 dagen
  - Frits Korthals Altes (VVD), (15 april 2003 – 19 mei 2003) 35 dagen
- Formateur
  - Jan Peter Balkenende (CDA), (20 mei 2003 – 26 mei 2003) 6 dagen

De kabinetsformatie was met 125 dagen de op vier na langste formatie van een Nederlands kabinet tot dan toe. In eerste instantie probeerde men een twee partijen kabinet te vormen van CDA en PvdA. Toen dit niet lukte, werden VVD en D66 bij de kabinetsformatie betrokken. Omdat men hierbij kon terugvallen op het regeerakkoord dat gesloten was voor het kabinet-Balkenende I (dat bestond uit CDA, VVD en LPF), was de formatie hierna vrij snel rond.

## Reden ontslagaanvraag
Op 29 juni 2006 kwam er een eind aan het kabinet-Balkenende II, nadat de D66-Tweede Kamerfractie haar steun aan het kabinet introk. Deze kabinetscrisis was ontstaan door de zogenoemde Ayaan-crisis. Op 28 juni 2006 tijdens een debat over het afhandelen van deze zaak werd het functioneren van minister voor Vreemdelingenzaken en Integratie Rita Verdonk (VVD) door de oppositie in twijfel getrokken. Nadat de D66-Tweede Kamerfractie tijdens het debat een door de oppositie ingediende motie van afkeuring tegen minister Verdonk steunde kwam de coalitie onder druk te staan. Hoewel de motie door een kamermeerderheid werd verworpen gaf D66-fractievoorzitter Lousewies van der Laan aan dat er wat haar betreft toch iets moest gebeuren: "de premier kiest voor Verdonk of voor D66". De volgende dag op 29 juni 2006 maakte het kabinet bekend zich unaniem niet geroepen te voelen om minister Verdonk te vervangen aangezien de motie van afkeuring was verworpen. De D66-fractie trok als gevolg daarvan de steun aan het gehele kabinet in. Op 3 juli 2006 dienden vervolgens alle D66-bewindslieden hun ontslag in.
Met het verliezen van coalitiepartner D66 verloor het kabinet de parlementaire meerderheid en werd demissionair. Vervolgens werd op 1 juli 2006 minister van staat en voormalig minister-president Ruud Lubbers (CDA) aangesteld als informateur met als opdracht een informatiepoging te doen om een rompkabinet te formeren. Op 5 juli 2006 werd minister-president Jan Peter Balkenende (CDA) benoemd tot formateur die op 7 juli 2006 het rompkabinet Balkenende III presenteerde.